# Urstjärnälven
Urstjärnälven är ett biflöde till Bodträskån som i sin tur är ett biflöde till Luleälven. Urstjärnälven har sin källa i sjön Degerträsket. Älven rinner i Edefors församling i Bodens kommun.